# Artère dorsale du pied
L'artère dorsale du pied (anciennement appelée artère pédieuse) est une artère du membre inférieur située dans la cheville et le pied.
L'artère dorsale du pied a une projection cutanée correspondant au milieu de l'espace intermalléoire antérieur et du premier espace interdigital.
Elle participe à la vascularisation de la région du pied,.

## Origine
L'artère dorsale du pied est une branche terminale de l'artère tibiale antérieure. Elle nait au niveau du bord inférieur du rétinaculum des muscles extenseurs du pied,, en regard de l'interligne de l'articulation talo-crurale.

## Trajet
L'artère dorsale du pied se déporte après sa naissance en avant et latéralement, sur la face dorsale du pied jusqu'à l'extrémité proximale du premier espace intermétatarsien.

## Terminaison
L'artère dorsale du pied se termine au niveau du premier espace interosseux pour former l'artère arquée du pied qui s'anastomosera avec l'artère plantaire latérale pour former l'arcade plantaire profonde, ainsi que la première artère métatarsienne dorsale,,,,,.

## Rapports
L'artère dorsale du pied suit le muscle long extenseur de l'hallux (c'est un rapport anatomique précieux pour la dissection).

### Rapports musculaires
Elle est encadrée latéralement par le muscle long extenseur des orteils et le muscle court extenseur de l'hallux ; médialement par le tendon du muscle long extenseur de l'hallux ; enfin en avant elle répond au fascia dorsal et à la peau.
Au niveau de sa terminaison elle répond au tendon du muscle court extenseur de l'hallux.

### Rapports vasculo-nerveux
Les deux veines dorsales du pied encadrent l'artère dorsale du pied.
Le nerf fibulaire profond longe médialement l'artère.

## Branches collatérales
L'artère dorsale du pied fournie des branches collatérales multiples,, : l'artère latérale du tarse (anciennement artère dorsale du tarse), l'artère du sinus du tarse,, l'artère arquée du pied (ancienne artère dorsale du métatarse), et des artères tarsiennes médiales, .

### Artère du sinus du tarse
Elle nait près de l'origine de l'artère dorsale du pied, elle part ensuite latéralement et en arrière pour rentrer vasculariser le sinus du tarse,. Elle réalise une anastomose avec l'artère plantaire médiale.

### Artère tarsienne latérale
C'est une volumineuse branche qui naît du bord latéral de l'artère dorsale du pied, au niveau de l'os naviculaire. Elle se dirige ensuite latéralement et passe en dedans du muscle court extenseur des orteils, en suivant le nerf de ce muscle.

### Artères tarsiennes médiales
Les artères tarsiennes médianes sont au nombre de deux ou trois petites branches naissant au bord médial de l'artère dorsale du pied et se dirigeant en avant et médialement au pied, puis se ramifiant en périphérie, . Dans leur trajet elles passent sous le tendon du muscle long extenseur de l'hallux.

### Artère arquée du pied
L'artère arquée du pied (anciennement appelée artère dorsale du métatarse) naît au niveau de l'os cunéiforme latéral, en arrière du premier espace. Elle chemine postérieurement et latéralement en passant au-dessus des métatarsiens, en passant sous les tendons des  muscles longs extenseurs de l'hallux et court extenseur de l'hallux.
Elle s'anastomose en distalité avec une branche de l'artère latérale du tarse pour former l'arcade dorsale du tarse, (à ne pas confondre avec l'arcade plantaire profonde constituée par l'anastomose entre l'artère plantaire profonde -issue de l'artère dorsale du pied- et l'artère plantaire latérale). De l'arcade ainsi formée née plusieurs rameaux,, : des rameaux antérieurs formés par les deuxième, troisième, et quatrième artères métatarsiennes qui se divisent au niveau de leur tête pour vasculariser les métatarsiens ; des rameaux perforants s’anamostosant verticalement avec la portion transversale de l'artère plantaire latérale ; et des rameaux postérieurs vascularisant les os et articulations tarsiennes ainsi que le muscle court extenseur des orteils.
A noter que de chaque artère métatarsienne dorsale née deux artères perforantes proximale et distale pour vasculariser les métatarsiens. La quatrième artère métatarsienne dorsale se charge de la vascularisation du cinquième orteil.

## Branches terminales

### Artère plantaire profonde
L'artère plantaire profonde naît au niveau du premier métatarsien. Elle va aller s'anastomoser avec l'artère plantaire latérale pour former l’arcade plantaire profonde. Celle-ci permet la vascularisation proximale des métatarsiens via quatre artères métatarsiennes plantaires et trois branches perforantes. Elle donne également de nombreuses ramifications pour la peau, le fascia et les muscles de la plante du pied, , , .

### Première artère métatarsienne dorsale
La première artère métatarsienne dorsale (anciennement appelée artère interosseuse dorsale) se divise en deux branches qui se distribuent aux faces latérale et médiale de l'hallux. Elle donne également une collatérale : l'artère dorsale médiale du deuxième orteil,,.

## Aspect clinique
L'artère dorsale du pied est utilisée en clinique pour prendre le pouls pédieux au niveau du premier espace intermétatarsien. En cas d'absence de pouls pédieux cela peut orienter vers un arrêt de la circulation sanguin dans l'artère dorsale du pied. Le diagnostic différentiel est celui d'une artériopathie ou d'une embolie. Les signes révélateurs d'une occlusion artérielle aiguë sont : douleur, pâleur, paresthésies, paralysie et absence de pulsations. Cependant le pouls peut également ne pas être senti de manière physiologique, de même chez certains adultes (ou même enfants) sains il y a une absence congénitale des pulsations de l'artère dorsale du pied.
A l'instar de l'artère radiale elle permet la prise directe des pressions artérielles,,, cela sert notamment à établir l'indice tibio-brachial.
L'artère dorsale du pied est également utilisée pour la réalisation de fistules artério-veineuses en vue d'hémodialyse (fistule entre cette artère et la grande veine saphène).